# Bazgalji
Bazgalji – wieś w Chorwacji, w żupanii istryjskiej, w gminie Gračišće. W 2011 roku liczyła 245 mieszkańców.